# イノセントライフ -新牧場物語-
『イノセントライフ -新牧場物語-』は、マーベラスインタラクティブから2006年4月27日に発売されたPlayStation Portable用シミュレーションRPG。開発はアルテピアッツァ、キャトルコール(プログラム)。牧場物語シリーズの一派である新牧場物語シリーズの第1作目。近未来が舞台である。プレイヤーはホープ博士によって創られた人造生命体イノセントライフの少年として、南半球に浮かぶハートフレイムアイランドでの生活や島の探検をする。
2007年3月29日には新シナリオ・イベントの追加や会話システムの強化がされたPlayStation 2版『新牧場物語:ピュア イノセントライフ』が発売された。初回特典は「牧場物語 10周年メモリアルDVD」。